# Gnomidolon friedi
Gnomidolon friedi är en skalbaggsart som beskrevs av Clarke 2007. Gnomidolon friedi ingår i släktet Gnomidolon och familjen långhorningar. Inga underarter finns listade i Catalogue of Life.